# Ruthven Wade
Sir Ruthven Lowry Gerry Wade KCB DFC (* 15. Juli 1920 in Chipperfield, Hertfordshire; † 24. September 2001) war ein britischer Luftwaffenoffizier der Royal Air Force, der zuletzt im Range eines Generals (Air Chief Marshal) von 1976 bis 1978 Leiter der Stabsabteilung Personal und Logistik im Verteidigungsstab der Streitkräfte war.

## Leben

### Fliegerische Ausbildung und Zweiter Weltkrieg
Wade begann nach dem Besuch des Cheltenham College seine fliegerischer Ausbildung 1938 als Flight Cadet in der A-Squadron des Royal Air Force College Cranwell, der Offiziersschule der RAF. Nach Abschluss der Ausbildung wurde er kurz nach Beginn des Zweiten Weltkrieges am 23. Dezember 1939 als Berufssoldat (Permanent Commission) in die RAF übernommen und zum Leutnant (Pilot Officer) befördert. Im Anschluss wurde er Pilot bei der No. 123 Squadron RAF und dort am 23. Dezember 1940 zum Oberleutnant (Flying Officer) befördert. Danach fand er ab dem 6. März Verwendung als Pilot und Fliegerischer Kommandeur der No. 89 Squadron RAF sowie ab 8. Oktober 1943 als Fliegerischer Kommandeur der No. 153 Squadron RAF.
Am 29. April 1944 übernahm Wade seinen ersten Befehlsposten als Kommandeur (Commanding Officer) der No. 44 Squadron RAF, den er bis zum Ende des Zweiten Weltkrieges bekleidete.
Am 7. Juli 1944 wurde ihm das Distinguished Flying Cross (DFC) verliehen.

### Stabsoffizier in der Nachkriegszeit
Nach Kriegsende wurde Wade 1945 Offizier im Luftwaffenstab in der Unterabteilung für Organisation und am 21. Mai 1946 zum Hauptmann (Flight Lieutenant) befördert, wobei diese Beförderung auf den 23. Juni 1943 zurückdatiert wurde. Am 1. August 1947 erfolgte die Beförderung zum Major (Squadron Leader). Nach mehreren anderen Verwendungen war er 1953 Absolvent des RAF Staff College Bracknell und erhielt am 1. Juli 1959 seine Beförderung zum Oberstleutnant (Wing Commander). Anschließend war er Offizier im Stab der 2. Taktischen Luftflotte 2TAF (RAF Second Tactical Air Force) sowie Absolvent und danach Offizier im Stab des RAF Flying College.
Im August 1959 wurde Wade Kommandeur der auf Malta stationierten No. 39 Squadron RAF. Nach seiner Beförderung zum Oberst (Group Captain) am 1. Juli 1960 war er ab dem 2. August 1960 Stabsoffizier für Verwaltung auf dem Militärflugplatz der RAF Malta. Nach seiner Rückkehr wurde er am 3. August 1962 Kommandeur des Luftwaffenstützpunktes RAF Gaydon und erhielt in dieser Funktion am 1. Juli 1964 die Beförderung zum Air Commodore. Nachdem er 1965 das Imperial Defence College in London absolviert hatte, wurde er am 10. Februar 1966 im Luftwaffenstab Leiter für Operationen der Bomber- und Aufklärungsverbände.

### Aufstieg zum Air Chief Marshal
Wade übernahm am 15. November 1967 die Funktion des Luftwaffenvertreters beim Stellvertretenden Oberkommandierenden für nukleare Angelegenheiten im Obersten Hauptquartier der Alliierten Streitkräfte in Europa SHAPE (Supreme Headquarters Allied Powers Europe) und wurde dort am 1. Januar 1968 zum Generalmajor (Air Vice Marshal) befördert. Danach übernahm er von Air Vice Marshal Michael Le Bas am 23. Dezember 1968 die Position des Kommandeurs AOC (Air Officer Commanding) der No. 1 Group RAF auf dem Luftwaffenstützpunkt RAF Wycombe. Er wurde am 13. Juni 1970 Companion des Order of the Bath (CB). Auf dem Posten des Kommandeurs der No. 1 Group RAF wurde er am 8. Februar 1971 durch Air Vice Marshal Peter Horsley abgelöst.
Daraufhin wurde Wade am 6. März 1971 stellvertretender Oberkommandierender (Deputy Commander in Chief) der Luftstreitkräfte in der Bundesrepublik Deutschland (RAF Germany), ehe er am 13. Januar 1973 Assistierender Chef des Luftwaffenstabes für Operationen (Assistant Chief of the Air Staff (Operations)) wurde. Wenige Monate später wurde er am 1. November 1973 Nachfolger von Air Chief Marshal Denis Smallwood als Vize-Chef des Luftwaffenstabes (Vice Chief of the Air Staff). Am 1. Januar 1974 wurde er zum Knight Commander des Order of the Bath geschlagen, so dass er fortan den Namenszusatz „Sir“ führte. In dieser Funktion wurde er am 1. Januar 1974 auch zum Generalleutnant (Air Marshal) befördert und im Februar 1976 durch Air Marshal David Evans abgelöst.
Zuletzt wurde Wade am 31. März 1976 zum General (Air Chief Marshal) befördert und übernahm zeitgleich die Funktion als Leiter der Stabsabteilung Personal und Logistik im Verteidigungsstab der Streitkräfte (Chief of Personnel and Logistics, Defence Staff). Diese Funktion bekleidete er, bis er am 31. März 1978 auf eigenen Wunsch vorzeitig aus dem aktiven militärischen Dienst ausschied.
1979 übernahm Wade Aufgaben in der Privatwirtschaft und war unter anderem zwischen 1980 und 1990 Vorstandsmitglied des Unternehmens Acatos and Hutcheson plc. Aus seiner 1945 geschlossenen Ehe mit Denise Davis ging ein Sohn hervor.